# Паучьи черепахи
Паучьи черепахи (лат. Pyxis) — род сухопутных черепах.
В роде два вида черепах с длиной панциря 12,5—15 см. Эндемики Мадагаскара.
Оба вида являются редкими и занесены в Красную книгу МСОП.